# ریموند ئی. ویلیس
ریموند ئی. ویلیس (به انگلیسی: Raymond E. Willis) سناتور سابق عضو حزب جمهوری‌خواه ایالات متحده آمریکا بود. وی در سال ۱۹۴۱ تا ۱۹۴۷ میلادی سناتور ایالت ایندیانا در سنای ایالات متحده آمریکا بود.